# 界天Online
《界天 Online》是由昱泉國際開發的3D大型多人在線角色扮演遊戲。

## 外部連結
- 臺灣官方網站（繁體中文）
- 昱泉國際股份有限公司 形象官網 （页面存档备份，存于）（繁體中文）